# معايير الجاز

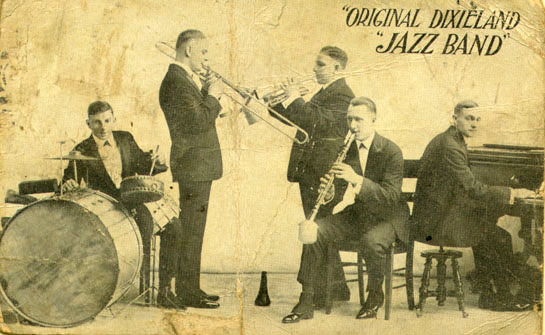

معايير الجاز هي مؤلفات موسيقية تشكل جزءًا مهمًا من المخزون الموسيقي لموسيقي الجاز، وبالتالي فهي معروفة على نطاق واسع من قبل المستمعين وموسيقييّ الجاز الذي يسجلونها ويعزفونها. لا توجد قائمة مُحددة بمعايير الجاز، إذ تتغير قائمة الأغاني التي تُعتبر معايير للجاز مع الوقت. تقدم الأغاني المُدرجة في منشورات الكتب الزائفة الرئيسية (أي مجموعات الأوراق الموسيقية للألحان الشعبية) والأعمال المرجعية لموسيقى الجاز دليلًا تقريبيًا للأغاني التي تُعتبر معايير.
لم تُكتب جميع معايير الجاز من قِبل مؤلفي الجاز. العديد منها في الأصل هي من أغاني تن بان آلي الشعبية من أو نغمات عروض برودواي أو أغانٍ من مسرحيات هوليوود الموسيقية - كتاب الأغاني الأمريكي العظيم. في أوروبا، قد تتضمن معايير الجاز و«الكتب المزيفة» بعض الأغاني الشعبية التقليدية (كما هو الحال في الدول الاسكندنافية) أو مقطوعات من الموسيقى العرقية (مثل ألحان جيبسي) التي عُزفت بأسلوب موسيقى الجاز من قبل عازفي الجاز المعروفين. تُعتبر الاغنية من معاير الجاز إذا عُزفت على نطاق واسع بين موسيقيي الجاز. يتداخل مخزون موسيقى الجاز المعياري مع معايير موسيقى البلوز والبوب.
كان معيار الجاز الأكثر تسجيلًا هو «سانت لويس بلوز» لدبليو. سي. هاندي لأكثر من 20 عامًا من ثلاثينات القرن العشرين فصاعدًا، وبعد ذلك حل محله «ستاردست» لهوغي كارمايكل. اليوم، يُستخدم معيار «بودي آند سول» لجوني جرين. المعيار الأكثر تسجيلًا من تأليف موسيقيّ جاز هو «راوند ميدنايت» لثيلونيوس مونك.

## قبل عام 1920
منذ بدايتها مع مطلع القرن العشرين، كانت موسيقى الجاز موسيقى مخصصة للرقص. أثر هذا على اختيار المؤلفات التي عزفتها مجموعات الجاز الأولى: شملت فرقة كريول جاز بادن لكينغ أوليفر لموسيقى، وفرقة نيو أورلينز ريذيم كينغز وآخرون عددًا كبيرًا من أغاني تن بان آلي الشعبية في مخزونهم الموسيقي، وغالبًا ما استخدمت شركات التسجيل نفوذها لإملاء الأغاني التي كانت تُسجل من قبل فنانيهم. دُعم تسجيل بعض الأغاني من قبل المديرين التنفيذيين وبالتالي سرعان ما أصبحت من معايير الجاز؛ بدأ هذا بأول تسجيلات لموسيقى الجاز في عام 1916 مع فرقة ذات فاني جاز باند فرام دكسيلاند (1916) لكولينز وهارلان لصالح شركة توماس إيه. أديسون على أسطوانات تسجيل بلو أمبرول في ديسمبر 1916 وفي عام 1917، عندما سجلت فرقة أوريجينال دكسيلاند جاز باند أغنية «داركتاون سترتيرز بول» و«إنديانا». كان أول تسجيل مع كلمة «جاز» على ملصقه هو الإصدار 18255 لشركة فيكتور تولكينغ ماشين في عام 1917. وغالبًا ما يشار اليوم إلى موسيقى فرق الجاز المبكرة، التي أُطلِق عليها بالأصل اسم «جاز» ببساطة، باسم «ديكسيلاند» أو «نيو أورلينز جاز» لتمييزها عن الأنواع الفرعية الأحدث.
تعود أصول موسيقى الجاز إلى التقاليد الموسيقية في أوائل القرن العشرين في نيو أورلينز، بما في ذلك موسيقى الفرق النحاسية والبلوز والراجتايم والفرق الروحية، وتعود بعض المعايير المبكرة الأكثر شهرة من هذه التأثيرات. أصبحت أغنيتي الراجتايم «تويلفث سترييت راج» و«تايجر راج» أغانٍ شائعة بين فناني موسيقى الجاز، كما هو الحال مع نغمات البلوز «سانت لويس بلوز» و«سانت جيمس إنفيماري». ساهم المؤلفون في تن ببان آلي بتأليف العديد من الأغاني في مخزون موسيقى الجاز المعيارية، بما في ذلك «إنديانا» و«أفتر يوف غون». أُضيف البعض الآخر، مثل «سم إوف ذييز دايز» و«داركتاون سترتيرز بول»، من قِبل فناني فودفيل. أكثر المعايير التي سُجلت في هذه الفترة هي «سانت لويز بلوز» لدبليو. سي. هادني، و«أفتر يوف غون» لتيرنر لايتون وهنري كريمر و«إنديانا» لجيمس هانلي وبالارد ماكدونالد.

## عشرينات القرن العشرين
بدأت فترة تعرف باسم «عصر الجاز» في الولايات المتحدة في عشرينات القرن العشرين. أصبحت موسيقى الجاز شعبيةً في البلاد، على الرغم من أن الأجيال الأكبر سنًا اعتبرت أنها موسيقى غير أخلاقية وتهدد القيم الثقافية القديمة. كانت الرقصات مثل تشارلستون وبلاك بوتوم تحظى بشعبية كبيرة خلال تلك الفترة، وتألفت فرق الجاز عادةً من سبعة إلى اثني عشر موسيقيًا. قاد فليتشر هندرسون وبول وايتمان وديوك إلينجتون فرق الأوركسترا المهمة في نيويورك. انتقل العديد من موسيقيي الجاز من نيو أورلينز إلى شيكاغو في أواخر العقد الأول من القرن العشرين بحثًا عن عمل. من بين أمور أخرى، سجلت فرق نيو أورلينز ريذيم وكريول جاز باند لكينغ أوليفر في المدينة. مع ذلك، بدأت أهمية شيكاغو كمركز لموسيقى الجاز في التقلص في نهاية عشرينات القرن العشرين لصالح مدينة نيويورك.
في السنوات الأولى لموسيقى الجاز، كانت شركات التسجيل في كثير من الأحيان حريصة على تحديد الأغاني التي ستُسجل من قبل فنانيها. كانت الأغاني الرائجة في عشرينات القرن العشرين هي أغاني البوب المشهورة مثل «سويت جورجيا براون» و«دينا» و«باي باي بلاكبيرد». كان لويس أرمسترونج أول فنان جاز مُنح بعض الحرية في اختيار الموسيقى التي يريد تسجيلها، الذي ساعدت فرقته في نشر العديد من المعايير المبكرة في عشرينات وثلاثينات القرن العشرين.
بقيت بعض المؤلفات الموسيقية لفناني الجاز معايير للجاز، بما في ذلك «هونيساكل روز» و«إينت مسبيهافن» لفاتس وولر. كان المعيار الأكثر تسجيلًا في عشرينات القرن العشرين هو «ستاردست» لهواجي كارمايكل وميتشل باريش. أصبحت العديد من الأغاني التي كتبها ملحنو برودواي في عشرينات القرن العشرين معايير للجاز، مثل «ذا مان آي لوف» (1924) لجورج وإيرا غيرشوين، وأغنية «بلو سكايز» (1927) لإيرفينغ برلين و«وات إز ذيس ثينغ كولد لوف؟» (1929) لكول بورتر. مع ذلك، لم يصبح الموسيقيون مرتاحين مع الثقافة التوافقية واللحنية لنغمات برودواي حتى ثلاثينات القرن العشرين قبل أن يبدأوا في تضمينها بانتظام في مخزونهم الموسيقي.

## ثلاثينات القرن العشرين
ساهم مسرح برودواي ببعض معايير الجاز الأكثر شهرة في ثلاثينات القرن العشرين، بما في ذلك «سامرتايم» (1935) لجورج وإيرا غيرشوين، و«ماي فاني فالانتاين» (1937) لريتشارد رودجرز ولورنز هارت و«أوول ذا ثينغز آر يو» (1939) لجيروم كيرن وأوسكار هامرشتاين الثاني. لا تزال هذه الأغاني من بين أكثر معايير الجاز تسجيلًا على الإطلاق. قُدم معيار ثلاثينات القرن العشرين الأكثر شهرة، «بودي آند سول» لجوني جرين، في برودواي وحقق نجاحًا كبيرًا بعد تسجيل كولمان هوكينز عام 1939.
شهدت ثلاثينات القرن العشرين ظهور موسيقى السوينغ جاز كشكل مهيمن في الموسيقى الأمريكية. قام ديوك إلينجتون وأعضاء فرقته بتأليف العديد من أغاني عصر السوينغ التي أصبحت فيما بعد معايير للجاز: «إت دوزنت ميين أثينغ (إف إت إينت غوت ذات سوينغ)» (1932)، و«سوفيستيكاتيد ليدي» (1933) و«كارافان» (1936)، من بين أغانٍ أخرى. شمل قادة الفرق المؤثرين الآخرين في هذه الفترة بيني جودمان وكونت باسي.